# Michael Weikath
Michael Weikath, né le 7 août 1962 à Hambourg en Allemagne, est le guitariste du groupe Helloween.

## Biographie
En 1982, après avoir quitté son premier groupe Powerfool qui ne remportait aucun succès, Michael Weikath rejoint le groupe Iron Fist, qui deviendra Helloween, alors formé de Ingo Schwichtenberg à la batterie, Markus Grosskopf à la basse et Kai Hansen à la guitare et au chant. Il est, avec Markus Grosskopf, le seul rescapé du line-up original.
En 1984, le groupe signe avec le label Noise Records et enregistre deux morceaux pour la compilation Death Metal, dont il a composé le titre Oernst Of Life.
Il est à l'origine des succès Dr. Stein, Keeper Of The Seven Keys, A Tale That Wasn't Right, How Many Tears, Eagle Fly Free, Windmill, Heavy Metal Hamsters, Secret Alibi, Power, Kings Will Be Kings, I Can, Salvation, Do You Feel Good?, Get It Up, Born On Judgment Day, The Saints et Raise the noise.
Aujourd'hui Michael Weikath vit en Espagne à Puerto de la Cruz, Tenerife.

## Discographie
- 1985 - Walls of Jericho
- 1987 - Keeper of the Seven Keys, Pt. 1
- 1988 - Keeper of the Seven Keys, Pt. 2
- 1991 - Pink Bubbles Go Ape
- 1993 - Chameleon
- 1994 - Master of the Rings
- 1996 - The Time of the Oath
- 1998 - Better Than Raw
- 2000 - The Dark Ride
- 2003 - Rabbit Don't Come Easy
- 2005 - Keeper of the Seven Keys: The Legacy
- 2007 - Gambling with the Devil
- 2010 - 7 Sinners
- 2013 - Straight Out of Hell
- 2015 - My God-Given Right
- 2021 - Helloween

## Matériel
- Div and 1973 Marshall amp 50 Watt
- Div and 1982 Marshall amp 100 Watt
- Div ENGL amps
- Vox AC30, Orange Overdrive.
- 1990 - Gibson Les Paul black;
- 1990 - Gibson Les Paul white,
- 1990 - Gibson Flying V white,
- 198? - Gibson Explorer custom black/white,
- 1976 - Gibson L6S
- 1974/75/79 Fender Stratocaster.
- Gibson Les Paul Goldtop